# Цілинний (Ключівський район)
Ціли́нний (рос. Целинный) — селище у складі Ключівського району Алтайського краю, Росія. Адміністративний центр Новоцілинної сільської ради.

## Населення
Населення — 1230 осіб (2010; 1273 у 2002).
Національний склад (станом на 2002 рік):
- росіяни — 90 %